# Pseudione murawaiensis
Pseudione murawaiensis är en kräftdjursart som beskrevs av Page 1985. Pseudione murawaiensis ingår i släktet Pseudione och familjen Bopyridae.
Artens utbredningsområde är havet kring Nya Zeeland. Inga underarter finns listade i Catalogue of Life.